# Campanha de nacionalização
A campanha de nacionalização foi o conjunto de medidas tomadas durante o Estado Novo de Getúlio Vargas para diminuir a influência das comunidades de imigrantes estrangeiros no Brasil e forçar sua integração junto à população brasileira.

## Descrição

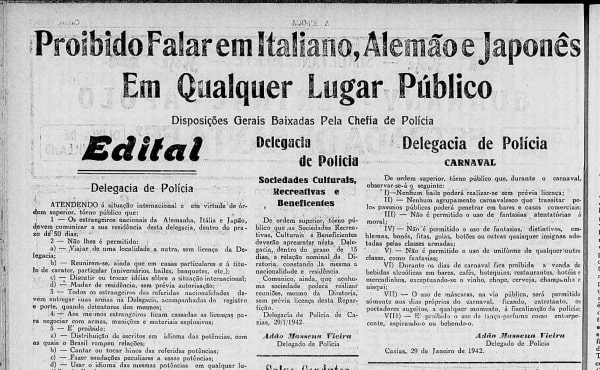
Edital da polícia de Caxias do Sul de 1942, constando proibição de falar italiano, alemão e japonês em público, bem como outras limitações a cidadãos da Itália, Alemanha e Japão.

Alguns grupos de imigrantes foram considerados mais aptos a serem absorvidos; outros, foram considerados incapazes devido a fatores como o idioma falado, a religião professada e a atividade econômica realizada.
Numa primeira fase, em 1938, a campanha abordou a nacionalização do ensino, com: obrigação do ensino do português; obrigatoriedade de as escolas terem nomes brasileiros; só brasileiros natos podiam ocupar cargos de direção; os professores deviam ser brasileiros natos ou naturalizados graduados em escolas brasileiras; as aulas deviam ser ministradas em português; proibição do ensino de línguas estrangeiras para menores de 14 anos; proibição de subvenções provenientes de governos e instituições estrangeiras; instituição das matérias obrigatórias de educação moral e cívica e educação física (que devia ser ministrada por instrutores militares).

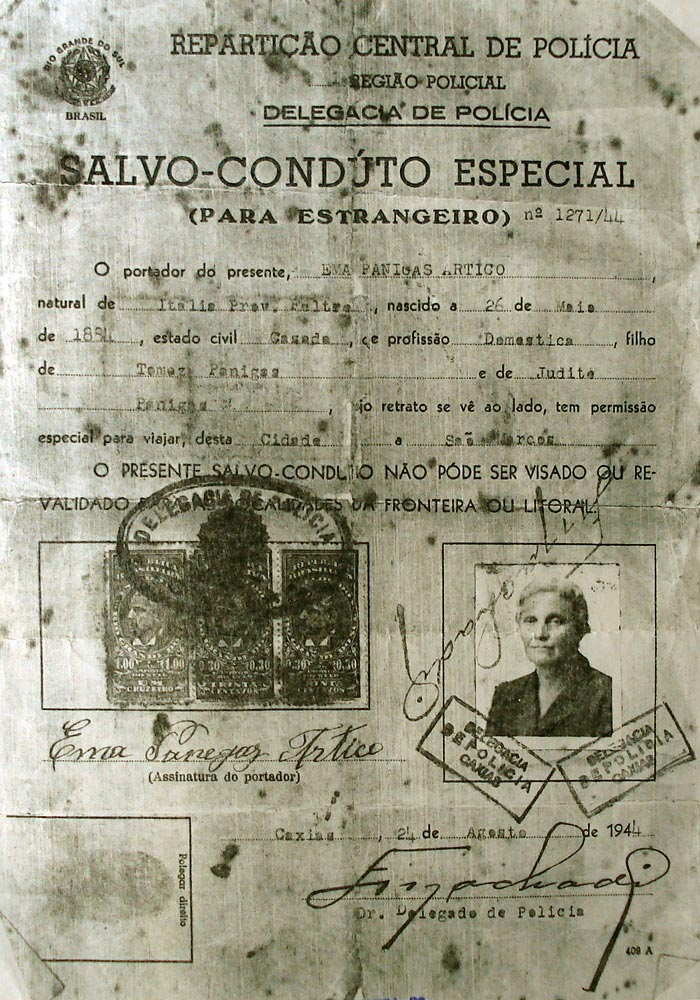
Autorização emitida em favor da italiana Ema Panigas Artico para sua viagem de Caxias do Sul a São Marcos, 1944.

Em 1939, novas medidas foram implementadas, como a proibição de se falar idiomas estrangeiros em público, inclusive durante cerimônias religiosas (o Exército deveria fiscalizar as "zonas de colonização estrangeira"). As associações culturais e recreativas tiveram de encerrar todas as atividades que pudessem estar associadas a outras culturas. Getúlio instituiu o conceito de "crime idiomático".
Também os meios de comunicação foram afetados, com a censura de programas de rádio e as restrições à imprensa em língua estrangeira. Em uma primeira fase, os jornais foram obrigados a ter um redator brasileiro (incumbido da censura) e ficaram proibidos de publicar edições bilíngues e obrigados a publicar artigos patrióticos de autores brasileiros. Depois, veio a proibição definitiva, com o desaparecimento da maioria dos jornais e revistas afetados. Os nomes de ruas, letreiros e cartazes das lojas e fábricas, e o nome de clubes e associações foram afetados.
Entre as nacionalidades afetadas, estavam os judeus Asquenazes, especialmente aqueles que falavam alemão e/ou a língua iídiche, havendo campanhas antijudaicas em vários estados brasileiros. No Rio Grande do Sul, elas foram significativas, já que o estado havia recebido vários imigrantes na primeira década do século XX, devido a acordos entre autoridades brasileiras e a Jewish Colonization Association. Entre outras acusações, os judeus passaram a ser acusados de formarem quadrilhas internacionais, com o objetivo de trazer 4 000 imigrantes de forma ilegal, em solo brasileiro, assim como serem exploradores de mulheres.
Em 1942, com a entrada do Brasil na Segunda Guerra Mundial, foi intensificada a repressão às nacionalidades ligadas às Potências do Eixo: alemães, italianos e japoneses. Foram anunciadas restrições às liberdades individuais: necessidade de autorização para viajar dentro do país; apreensão de livros, revistas, jornais e documentos, com destruição de parte da memória histórica da imigração; e eventual prisão daqueles que não falassem português.
Em agosto de 1942, em Pelotas, as ruas da cidade foram tomadas por uma turba enfurecida, que atacou, violentamente, casas comerciais de teuto-brasileiros e imigrantes alemães. Até mesmo a igreja São João, da comunidade protestante alemã, localizada no Passo do Santana, município de Cerrito (naquela época ainda era município de Pelotas) foi queimada em seu interior.
As políticas anti-estrangeiras de Getúlio Vargas foram abandonadas em 1986, porém não houve anistia aos afetados e muitos clubes continuam com os nomes que herdaram com a campanha de nacionalização até os dias de hoje.

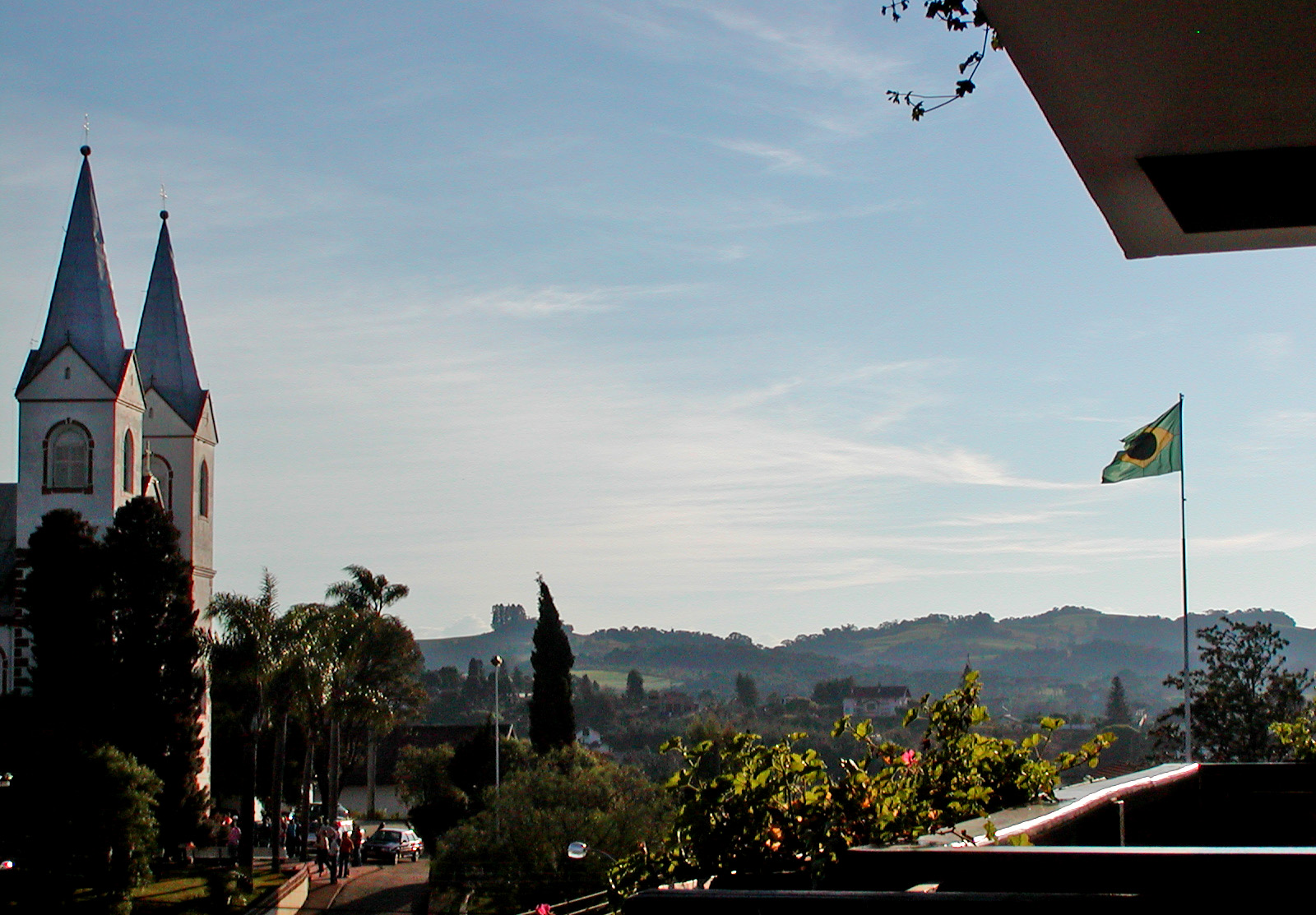
A cidade de Treze Tílias, em Santa Catarina, teve de mudar seu nome original alemão, Dreizehnlinden, devido à campanha de nacionalização